# 三元桥
39°57′24″N 116°26′52″E / 39.956665°N 116.447744°E

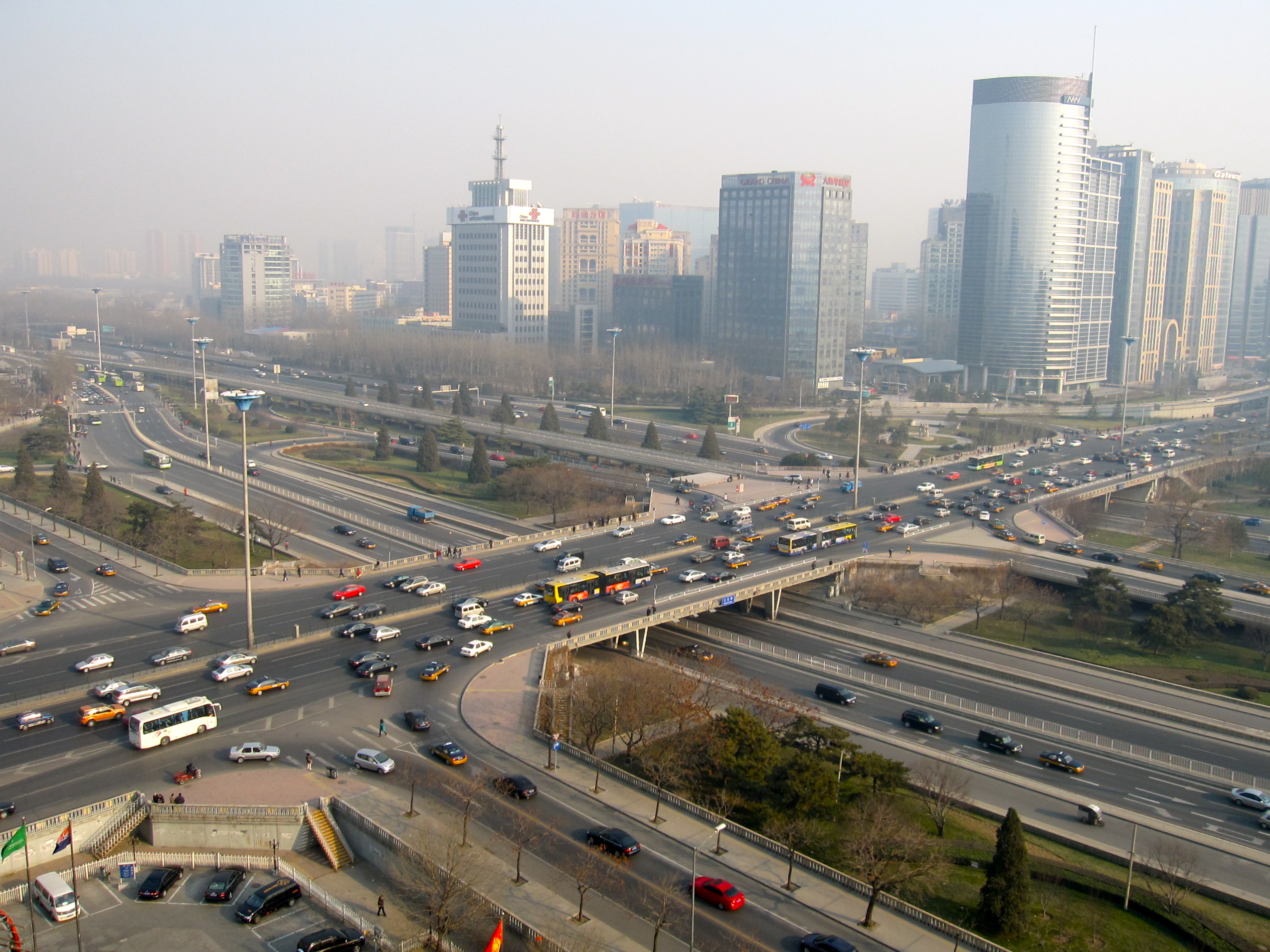
三元桥（2009年）

三元桥或三元立交桥是北京三环路东北角的一座重要立交桥，为三环路同101国道、北京机场高速公路的交汇桥。1984年，中华人民共和国35周年时建成。
全桥长54.3米，桥面宽度为44.8米，设计为3上3下车道，两边是非机动车道。进入21世纪，路政部门又压缩了部分非机动车道宽度，将这里扩展为5上5下车道格局。
《北京市朝阳区地名志》中的“三元桥”条目说：“因附近原有三元庵故以三元定桥名”。
2015年11月13日至11月15日，因被评定为D级（不合格状态），三元桥断路换梁。原计划将旧梁整体移走，但由于旧梁状态较原先设想更差，因而工程人员改为现场分块拆除旧梁后再整体安装新梁，换梁工程持续时间也因此由原计划的24小时延长至43小时。